# 保積稲天
保積 稲天（ほずみ とうてん、1881年1月24日 - 1973年2月24日）は、日本の漫画家。本名は保積幸蔵。

## 人物・来歴
埼玉県生まれ 。日露戦争出征後に、生まれ育った亀井村役場の書記として務める傍ら、子どもの頃から絵が好きだったことから、北澤楽天主筆の「時事漫画」に投稿を続けた。その腕が北澤楽天に認められ、1915年～1916年ころに時事新報社に入社し、東京世田ヶ谷新町二丁目に移り住んだ。1918年～1919年ころ、北澤楽天を中心に結成された漫画好楽会に加わり、1921年から1931年にかけて時事新報の日曜版付録の「時事漫画」に合計1,080点の社会風刺漫画を発表し、北澤楽天、長崎抜天とともに「三天」と呼ばれる。戦争中、空襲が激しくなると郷里に疎開し、戦後は近所の人の似顔絵を描いたりした。